# Alessandra Nencioni
Alessandra Nencioni (Florencia, Italia, 3 de marzo de 1989) es una exfutbolista y dirigente deportiva italiana. Jugaba como mediapunta. Actualmente es el club manager del Napoli Women.

## Trayectoria
Se formó en el Firenze; en 2006 pasó al primer equipo, recién ascendido a la Serie A. En verano de 2008 fichó por el Fiammamonza, teniendo así la oportunidad de quedarse en la máxima división italiana. Para la temporada 2010-11 se mudó al Inter Milano de la Serie B, que en ese entonces correspondía al tercer nivel del fútbol femenino italiano, contribuyendo al ascenso del equipo milanés a la Serie A2 (la segunda división de ese entonces). En verano de 2011 volvió al Fiammamonza, con el que ascendió a la Serie A.
Durante la pausa estival fue a los Estados Unidos para jugar cedida en las filas del Issaquah Soccer Club, de la Women's Premier Soccer League (segunda división estadounidense). Tras volver a Italia, Nencioni empezó la temporada de la Serie A 2012-2013 con el Fiammamonza; sin embargo, en el mercado de invierno firmó con el Atletico Oristano de la Serie A2, donde jugó en la posición de ataque. En verano de 2013 aceptó la propuesta del Seattle P.H.A., equipo entrenado por su compatriota Antonio Cincotta, y volvió a jugar en los Estados Unidos, ganando el título del Estado de Washington y la Evergreen Cup.
En 2015 se transfirió al Florentia, nuevo conjunto de su ciudad natal, y partiendo de la Serie D regional, a lo largo de dos años logró un doble ascenso y dos Copas de Toscana. En la temporada 2017-18, el club florentino finalizó primero en el grupo A de la Serie B y ganó el desempate por el ascenso contra la Roma CF; en este partido, Nencioni marcó el tercer y último gol del Florentia. En julio de 2019 fichó por el Napoli, con el que se consagró campeona de la Serie B, ascendiendo directamente a la Serie A. Su último club fue el Venezia, donde se retiró en 2022.

## Clubes
| Club                    | País           | Año         |
| ----------------------- | -------------- | ----------- |
| Firenze                 | Italia         | 2006 - 2008 |
| Fiammamonza             | Italia         | 2008 - 2010 |
| Inter Milano            | Italia         | 2010 - 2011 |
| Fiammamonza             | Italia         | 2011 - 2012 |
| Atletico Oristano       | Italia         | 2013        |
| Seattle P.H.A. (cedida) | Estados Unidos | 2013        |
| Florentia San Gimignano | Italia         | 2015 - 2019 |
| Napoli Femminile        | Italia         | 2019 - 2021 |
| Venezia                 | Italia         | 2021 - 2022 |

## Palmarés

### Campeonatos nacionales
| Título  | Club                    | País   | Año         |
| ------- | ----------------------- | ------ | ----------- |
| Serie B | Florentia San Gimignano | Italia | 2017 - 2018 |
| Serie B | Napoli Femminile        | Italia | 2019 - 2020 |

## Dirigente deportiva
Tras el retiro, se graduó en el Máster en Marketing Deportivo y Patrocinio del Johan Cruyff Institute, en Barcelona. En la temporada 2022-23 tomó posesión del cargo de team manager del Genoa CFC Women; en julio de 2023, se convirtió en la team manager del Napoli Femminile.

## Vida privada
En julio de 2022 se casó con la también futbolista alemana Vivien Beil, conocida en Nápoles cuando las dos jugaban en el Napoli Femminile.